# Pedregalito 1ra. Sección
Pedregalito 1ra. Sección är en ort i Mexiko.   Den ligger i kommunen Huimanguillo och delstaten Tabasco, i den sydöstra delen av landet, 600 km öster om huvudstaden Mexico City. Pedregalito 1ra. Sección ligger 58 meter över havet och antalet invånare är 421.
Terrängen runt Pedregalito 1ra. Sección är huvudsakligen platt, men åt sydväst är den kuperad. Runt Pedregalito 1ra. Sección är det ganska glesbefolkat, med 45 invånare per kvadratkilometer. Närmaste större samhälle är Chontalpa, 17,4 km norr om Pedregalito 1ra. Sección. Trakten runt Pedregalito 1ra. Sección består till största delen av jordbruksmark.